# Crinitaria
Crinitaria,  es un género perteneciente a la familia Asteraceae. Comprende 19 especies descritas y solo 2 aceptadas.

## Taxonomía
El género fue descrito por Alexandre Henri Gabriel de Cassini y publicado en Dictionnaire des Sciences Naturelles [Second edition] 37: 460, 475. 1825.

## Especies
A continuación se brinda un listado de las especies del género Crinitaria aceptadas hasta junio de 2011, ordenadas alfabéticamente. Para cada una se indica el nombre binomial seguido del autor, abreviado según las convenciones y usos.
- Crinitaria pontica (Lipsky) Czerep.
- Crinitaria tatarica (Less.) Czerep.